# Limón Grande, Cuautepec
Limón Grande är en ort i Mexiko.   Den ligger i kommunen Cuautepec och delstaten Guerrero, i den södra delen av landet, 300 km söder om huvudstaden Mexico City. Limón Grande ligger 198 meter över havet och antalet invånare är 125.
Terrängen runt Limón Grande är huvudsakligen kuperad, men åt sydost är den platt. Terrängen runt Limón Grande sluttar söderut. Runt Limón Grande är det glesbefolkat, med 19 invånare per kvadratkilometer. Närmaste större samhälle är Cruz Grande, 18,0 km väster om Limón Grande. I omgivningarna runt Limón Grande växer huvudsakligen savannskog.